# Дом Юшкова
Дом Юшкова (Юшков дом) — один из наиболее ярких памятников московского классицизма. Построен на рубеже 1780—1790-х годов по заказу генерал-поручика И. И. Юшкова. Автором проекта, согласно одной из многих версий, был Василий Баженов. Дом Юшкова расположен на углу Мясницкой улицы и Боброва переулка по адресу: Мясницкая улица, 21.

## История

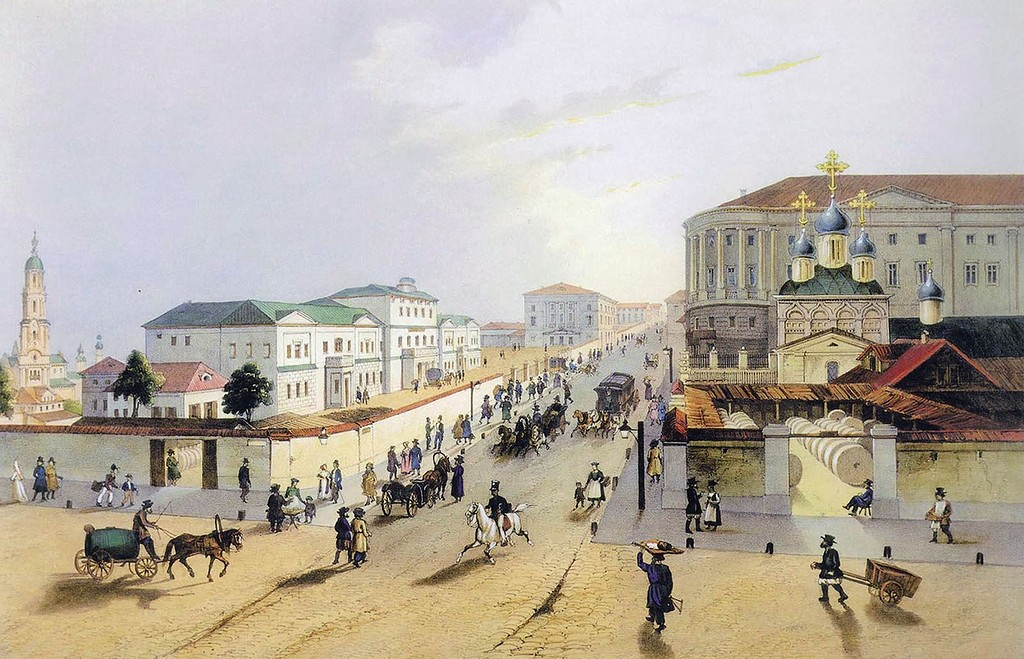
На литографии 1840-х годов изображены: слева — Императорский почтамт, справа — церковь Флора и Лавра и Юшков дом

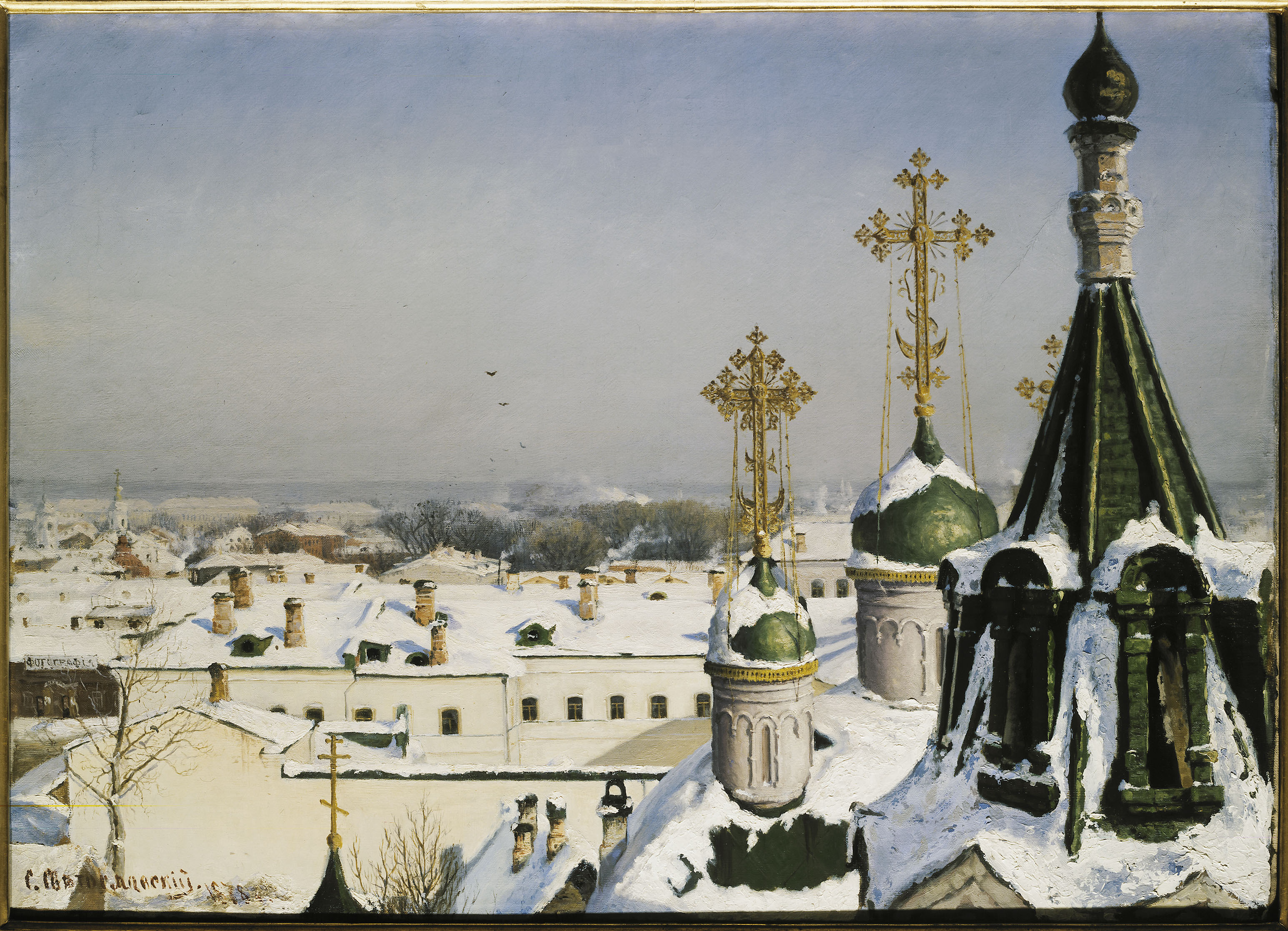
Вид из окна Училища живописи и ваяния на церковь Флора и Лавра (1878)

В 1780-х годах генерал-поручик Иван Иванович Юшков приобрёл участок земли на Мясницкой улице для строительства дома, которое завершилось уже после его смерти. Авторство проекта часто приписывается архитектору Баженову, хотя это и не подтверждено документально. 
Согласно первоначальному замыслу ротонду этого «наугольного дома» предполагалось завершить  куполом на световом барабане, который не успели достроить из-за смерти заказчика. Цокольный этаж этой ротонды перекрыт кольцевым цилиндрическим сводом на центральной белокаменной колонне, такая конструкция характерна для архитектуры французского (нео)классицизма. Аналогичный свод сохранился в доме Пашкова и в угловых ротондальных башнях московского Кригскомиссариата  (Космодамианская набережная, дом 24), спроектированного и возведенного архитектором  Н. Леграном. К 1805 году здание было вчерне выстроено, но верхние этажи долгое время оставалось не отделанными.
После смерти Ивана Ивановича дом принадлежал его сыну, Петру Ивановичу Юшкову. При нём в доме проводились пышные балы и масонские собрания. К 1830-м годам Юшков разорился и вынужден был сдавать помещения в своём доме в аренду. В 1838 году зал в доме Юшкова стало арендовать Московское художественное общество. В 1844 году в доме Юшкова разместилось Училище живописи и ваяния, хозяин продал учебному заведению свой дом за 35 тысяч рублей серебром. С 1865 года в училище стали преподавать и зодчество. С 1872 года в училище проводились выставки передвижников. В конце XIX века дом Юшкова перестраивался: были расширены окна, изменилась отделка, со стороны Боброва переулка пристроили кирпичный корпус.

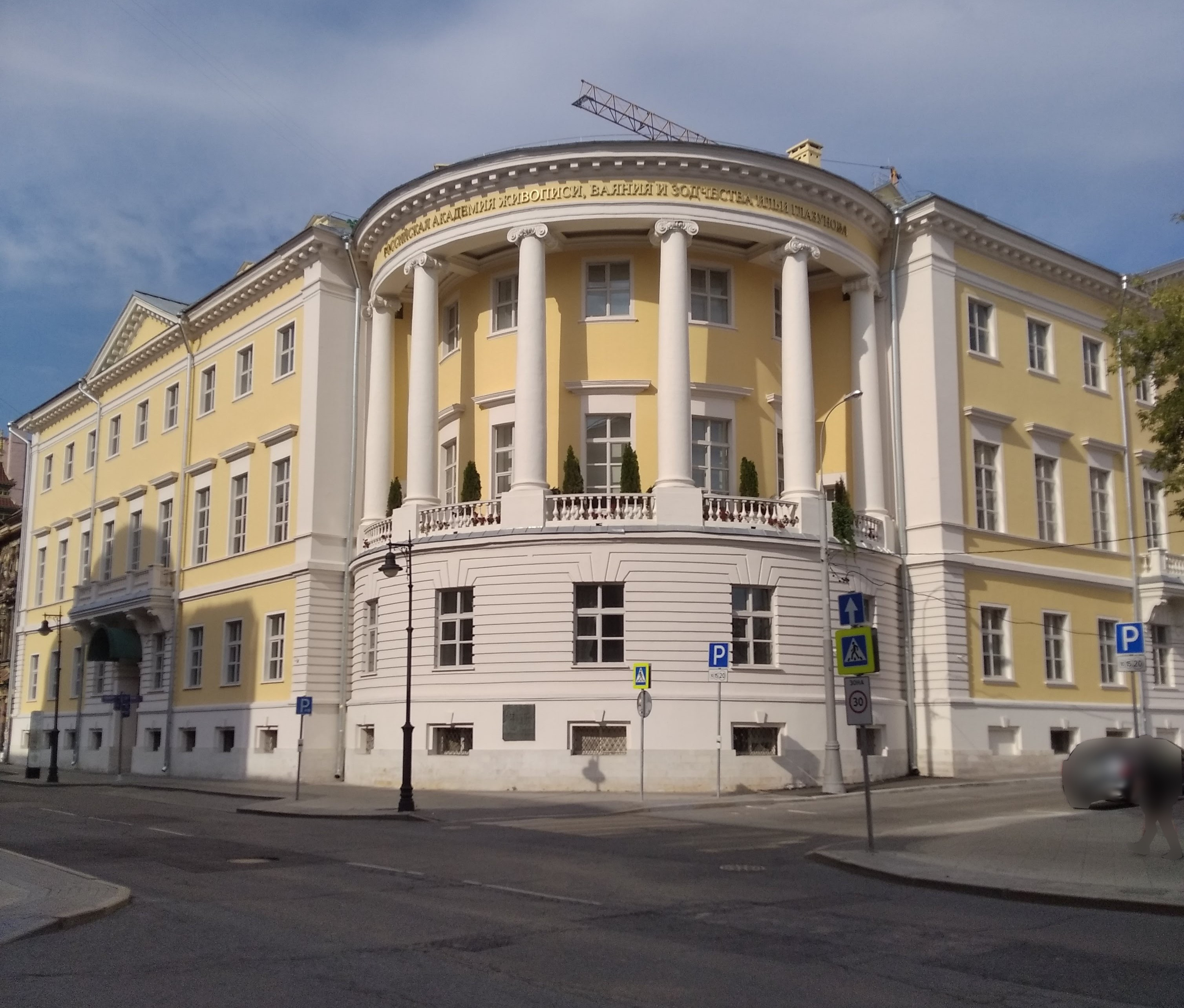
Современный вид (июль 2024 года)

В начале XIX века во дворе училища были построены корпуса, где снимали квартиры художники. В 1918 году в доме Юшкова разместились Государственные свободные художественные мастерские. В 1920 году они были преобразованы во ВХУТЕМАС. В 1926 году он был реорганизован во Вхутеин. В 1942 году в доме Юшкова обосновался Московский механический институт (ныне МИФИ). После того как в 1962 году МИФИ переехал в новый корпус на Каширском шоссе, в доме Юшкова разместились Всесоюзный научно-исследовательский и проектный институт по отраслевым автоматизированным системам управления (ВНИПИОАСУ) и организация ЦНИИТЭИМС. В 1980-х годах предполагалось переместить в дом Юшкова Тургеневскую библиотеку. Но в 1986 году дом был передан Институту живописи, скульптуры и художественной педагогики. В 1989 году институт был преобразован в Российскую академию живописи, ваяния и зодчества. Во второй половине 1990-х годов в доме Юшкова была проведена реставрация.

## Архитектура

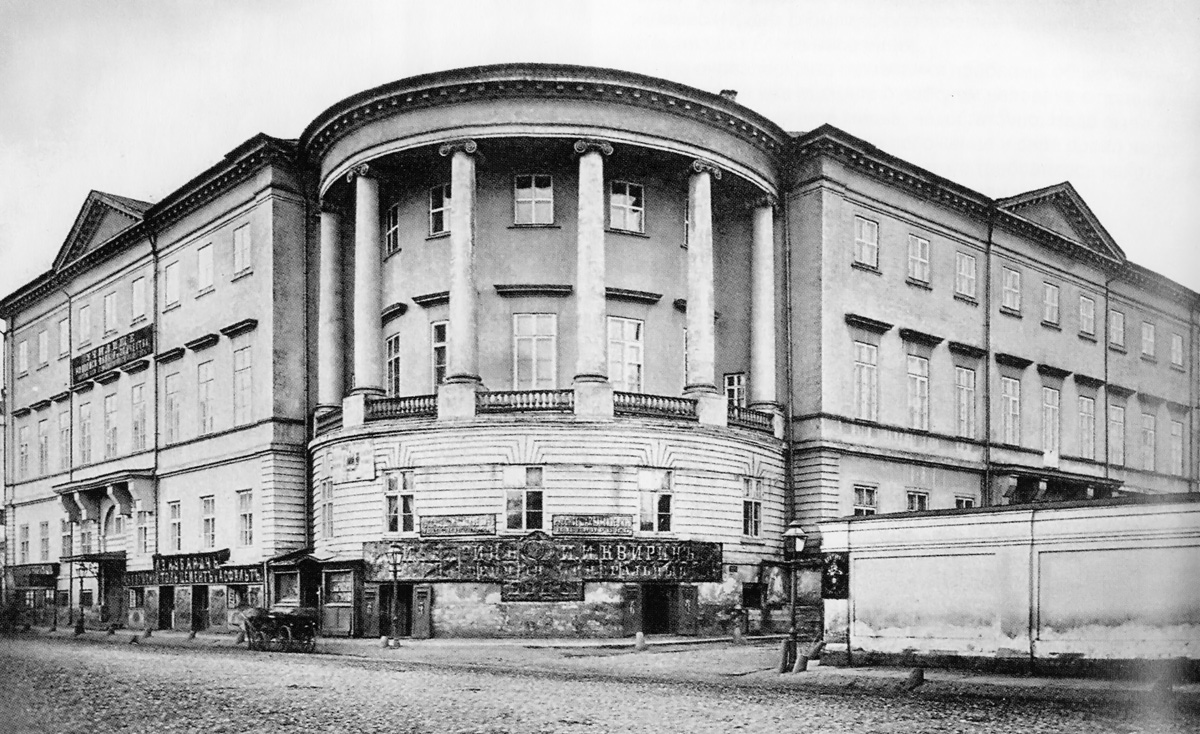
Фото 1890-х

Композиционным ядром дома Юшкова является угловая полуротонда с ионической колоннадой. Эта полуротонда в дальнейшем неоднократно копировалась другими московскими архитекторами. Боковые крылья дома Юшкова, выходящие на улицу и переулок, имеют одинаковую архитектуру и оформление. Нижний цокольный этаж отделан каменными плитами, стены верхних этажей покрыты штукатуркой. Помещения дома Юшкова имеют прямоугольные, круглые и овальные формы. Из парадного вестибюля, имеющего эллиптическую форму, наверх ведёт лестница. В угловой части здания размещены круглые залы.

## Мемориальные доски
На доме Юшкова установлено несколько мемориальных досок. Одна из них сообщает о том, что с 1857 по 1882 год в училище преподавал А. К. Саврасов. Другая доска установлена в память о посещении ВХУТЕМАСа В. И. Лениным в 1921 году.